# Laimonas
Laimonas ist ein litauischer männlicher Vorname (abgekürzt Laimis), abgeleitet von Laima und Mantas. Die weibliche Form ist Laimonė.

## Personen
- Jonas Laimonas Tapinas (1944–2022) ist ein litauischer Autor, Historiker und Journalist